# Mathieu Béroalde
Mathieu Béroalde (nato Mathieu Brouard; Saint-Denis, 1520 – 1576) è stato uno scrittore, teologo e storico francese.

## Biografia
Studiò presso il Collège du Cardinal-Lemoine e si applicò con tale intensità che in breve imparò greco, latino ed ebraico. Fu teologo, matematico, filosofo e storico. Nel 1550 era a Agen come precettore di Giano Fregoso, divenuto poi vescovo di quella città, dove abbracciò la  Riforma con Giulio Cesare Scaligero e altri studiosi. Tornato a Parigi, fu precettore di Théodore Agrippa d'Aubigné.
Perseguitato per le sue opinioni religiose, venne arrestato a Coutances e condannato al rogo, ma un ufficiale favorì la sua fuga e lo inviò a Montargis da dove si recò a Orléans. Si ammalò di peste e dopo la guarigione si recò a La Rochelle e Sancerre. Si distinse durante l'assedio di quella città da parte di Claude de La Châtre poco dopo il massacro di San Bartolomeo. Dopo aver insegnato qualche tempo all'Accademia di Sedan, dove diede lezioni di storia , esprimendosi con molta libertà su re Francesco I di Francia, si recò poi nel 1574 a Ginevra, dove insegnò filosofia all'Accademia. Sembra sia morto nel 1576.

## Opere
- Chronicon sacræ Scripturæ autoritate constitutum, Genève, 1575, in-fol. Vossius e Joseph Scaliger elogiarono quest'opera, che contiene delle bizzarrie incredibili. L'autore era convinto che la Scrittura contenesse tutta la cronologia, quindi cancellava tutti i nomi della storia che non figuravano nel Vecchio Testamento.

Draud, nella sua Bibliotheca classica, fece menzione di: G. Mercatoris et Matthei Seroaldi Chronologia, ab initia mundi ex eclipsis el observalionibus astronomicis demonstrata, che secondo lui era stato stampato a Bâle e Colonia nel 1568 in-fol.